# Jan Gawrych
Jan Gawrych, ps. „Józef” (ur. 16 kwietnia 1892, zm. 30 marca 1943) – polski leśnik, członek Gwardii Ludowej, Sprawiedliwy wśród Narodów Świata.

## Życiorys
Jan Gawrych z żoną Aleksandrą z domu Serafin mieli kilkoro dzieci, spośród których okres wczesnego dzieciństwa przeżyli Józef (zwany Niutkiem, ur. 1938), Jadwiga (ur. 1931) i Jerzy (najstarszy). Z Józefem i Jadwigą mieszkali w leśniczówce między Wólką Czarnińską a Ludwinowem (powiat miński), gdzie Jan pełnił funkcję gajowego i instruktora pszczelarstwa. Starszy syn Jerzy mieszkał w Mińsku Mazowieckim, gdzie uczęszczał do gimnazjum. Jan w czasie wojny należał do Gwardii Ludowej.
W czasie okupacji Gawrychowie przyjęli pod swój dach uciekiniera z getta warszawskiego – trzydziestoletniego skrzypka Filharmonii Warszawskiej oraz fryzjera Abrahama (Abrama) Słomkę. Słomka uczył Jadwigę i jej brata gry na skrzypcach. Zarabiał w okolicznych wsiach jako fryzjer i balwierz, do których uczęszczał z walizką z przyborami. Pieniądze przekazywał Aleksandrze. Gawrychowie dostarczali żywność także Żydom z pobliskiego Stanisławowa oraz karmili Żydów ukrywających się w okolicznych lasach. W leśniczówce mieszkali lub znajdowali schronienie również Żydzi Teresa Papier (z d. Zylberberg), Chaskiel Papier, szesnastoletnia Fryda (Frania) Aronson (z d. Szpigner) i Mosze Aronson, a nadto zbiegły z niemieckiej niewoli Piotr, oficer Armii Czerwonej. 18 marca 1943 po donosie sąsiadki Gawrychów Niemcy przeprowadzili najazd na leśniczówkę, którą spalili. Ciężarna Teresa Papier została zabita na miejscu. Piotr, który zaczął strzelać z ukrywanego przez siebie karabinu, został postrzelony. Jana Gawrycha rozstrzelano 30 marca 1943 w lesie w Ignacowie. Aleksandrze, Jadwidze i Niutkowi pozwolono uciec. Schronili się u sąsiedniej rodziny Gańków, gdzie dożyli końca wojny. Abraham Słomka, mimo że udało mu się zbiec, po kilkunastu dniach popełnił samobójstwo. Z ukrywających się Żydów jedynie Fryda Szpinger przeżyła wojnę. Skryła się u sióstr zakonnych w Ignacowie, a po 1945 wyjechała do Izraela. Po wojnie Gawrychowie powiedzieli sąsiadce, że wiedzą, że to ona na nich doniosła.
W 1999 małżeństwo Gawrychów zostało pośmiertnie wyróżnione medalem Sprawiedliwych wśród Narodów Świata. Jadwiga otrzymała tytuł dwa lata później.